# Casinorevyn

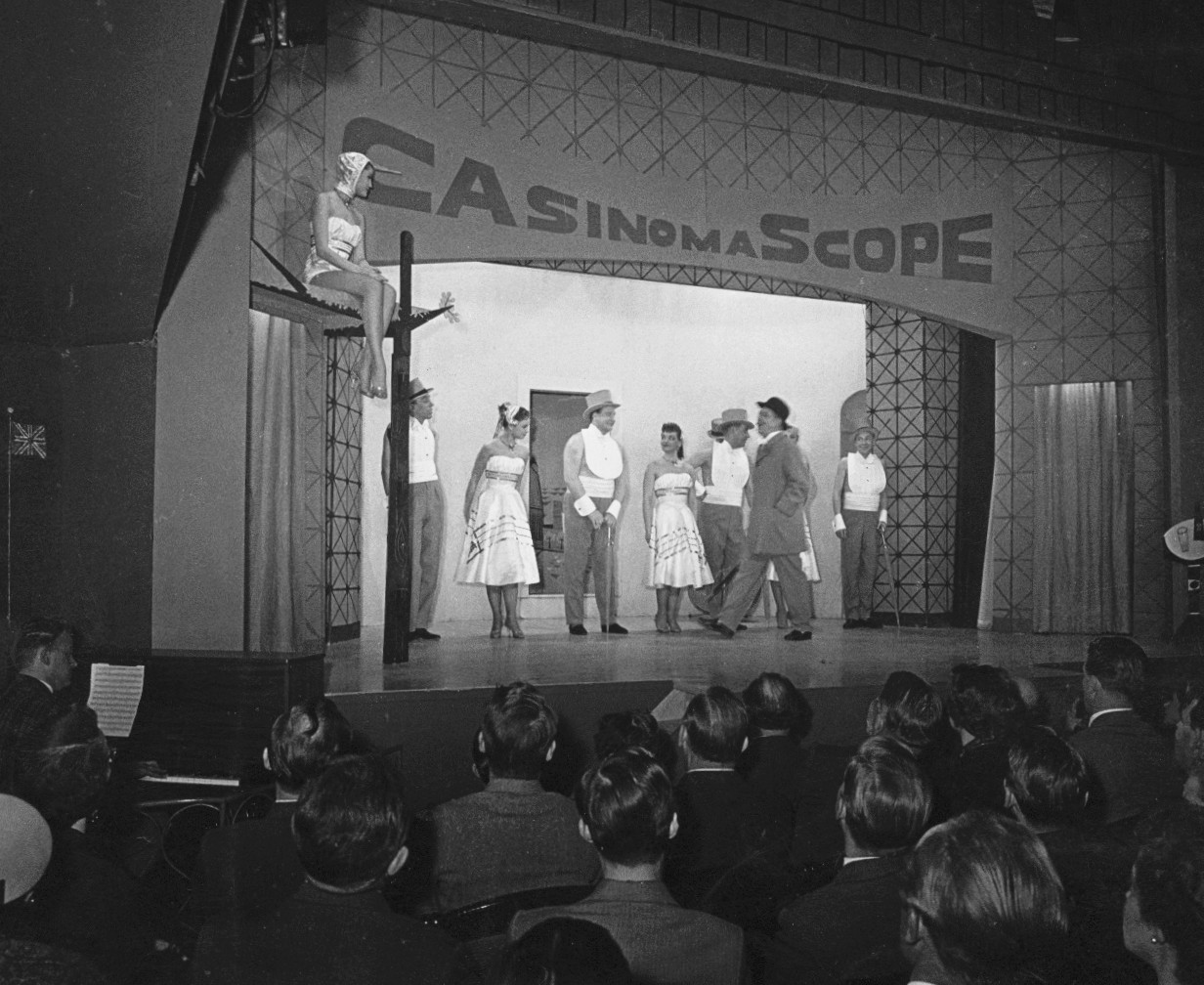
Casinorevyn 1956.

Casinorevyn var en svensk revyensemble verksam åren 1941–1980.

## Historia

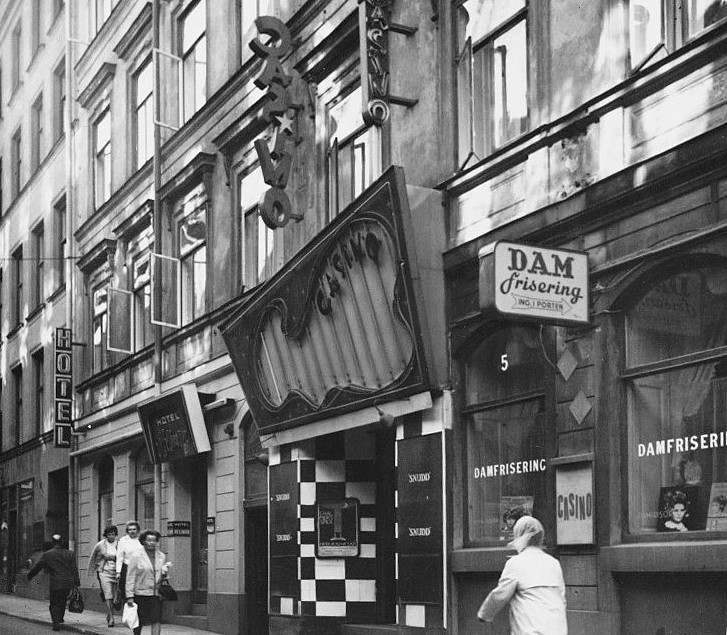
Casinoteatern på Bryggargatan 5 (1964).

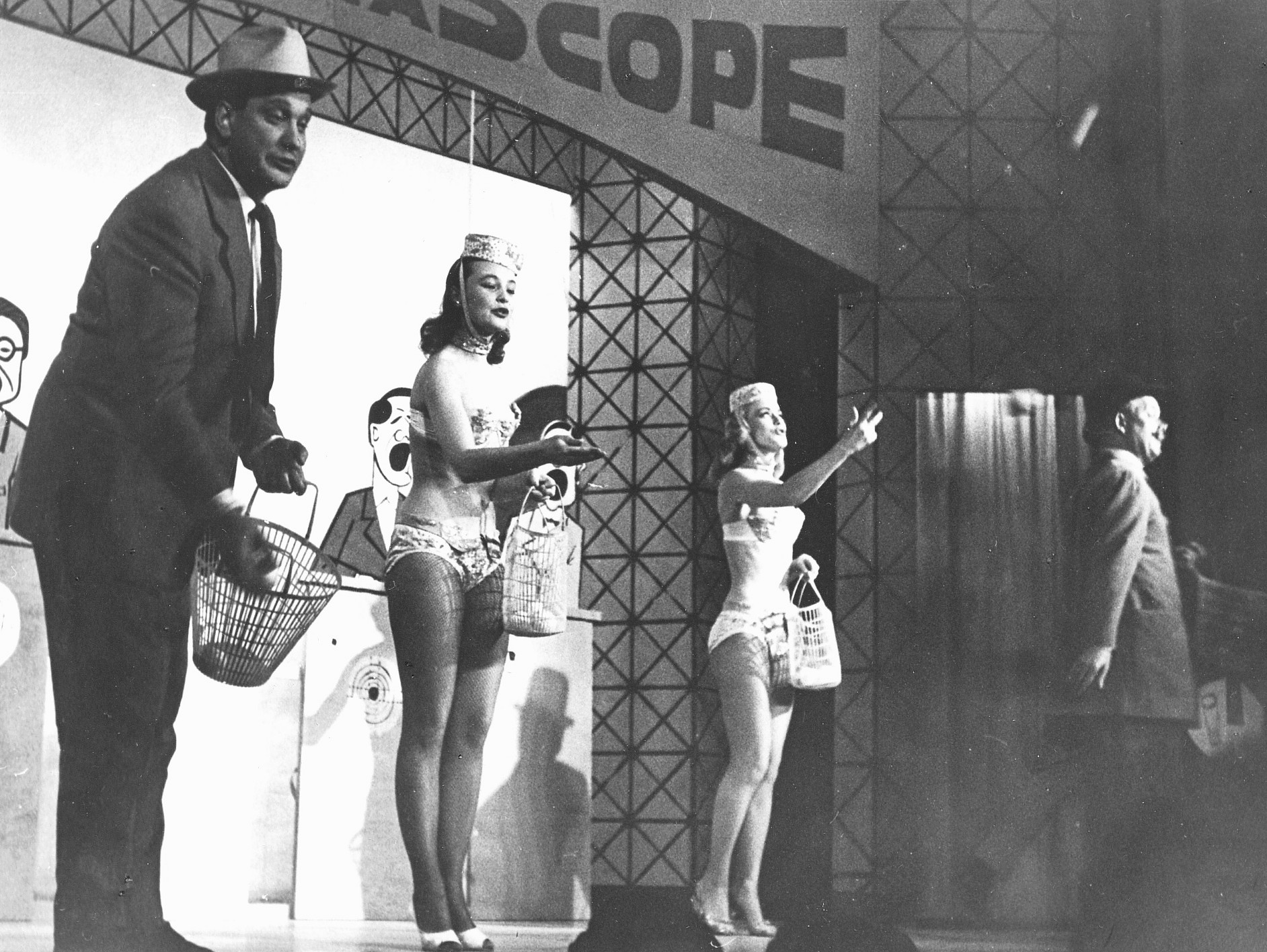
Casinorevyn, Carl Gustav Lindstedt (till vänster) på scenen, 1950-tal.

År 1941 togs teaterlokalen Casinoteatern på Bryggargatan 5 i Stockholm över av en ny direktion, bestående av Gösta Bernhard, Stig Bergendorff, Gösta Sundh och Inga Hodell. Bernhard och Bergendorff hade samarbetat i olika revyer sedan 1932, och den första revyn de skrev för Casino hette Hör oss, Klara!
Bland de medverkande ingick genom åren många kända komiker, bland annat Gus Dahlström, Holger Höglund, Gunnar "Knas" Lindkvist, Carl-Gustaf Lindstedt, Nils Ohlson, Curt "Minimal" Åström, Gösta Krantz, Arne Källerud och Mille Schmidt samt Iréne Söderblom, Siv Ericks, Eva Bysing och Anna Sundqvist. Kapellmästare var Nils Edstam och Jan Boquist. De var föregångsmän för crazyhumorn i Sverige. Med inspiration från amerikanska filmkomedier, bland annat Galopperande flugan, utvecklade gruppen en svensk crazystil baserad på snabba gags – kvicka och ordvitsiga dialoger i snabb följd. Det stora genombrottet för Casino kom 1943 med revyn Sista skriket, som var en parodi på kriminalfarsen Arsenik och gamla spetsar. Alla revyerna skrevs av Gösta Bernhard och Stig Bergendorff, som också producerade uppsättningarna. 
Casinogänget hade sin storhetstid på 1940- och 50-talen, men fick en renässans på 1970-talet då man gjorde comeback på Intiman i Stockholm med nya revyer, delvis med gammalt material. Det som var tänkt som en tillfällig comeback blev en dundersuccé, och de kom att husera på Intiman åtta år i sträck. Sommaren 1980 åkte gänget på turné i folkparkerna, och 1981 gavs en avskedsföreställning på Berns.
Minnesvärda nummer från Casinorevyerna är bland annat "Hålet i gatan" med Gus Dahlström och Gösta Krantz, Gösta Bernhards parodi på Ria Wägner, Carl-Gustaf Lindstedt som kvinnlig joggare i röd träningsoverall samt den klassiska munkvisan "Då tar vi tagelskjorta på" som gjordes i ett flertal olika versioner genom åren.

## Casinogängets revyer
På Casino:
- Höstfest i 5:an (1939)
- Hör oss, Klara! (1941)
- Handen på hjärtat (1942)
- Så blev det vår igen (1942)
- Välj Klara (1942)
- Kom i kostym (1943)
- Sista skriket (1943)
- Tjugo svarta fötter (1944)
- Galopperande hickan (1945)
- Den ridderliga flugan (1946)
- Alltid Pippi (1947)
- Crazyrevyn "OH!" (1948)
- Crazyrevyn "OH!" (1949)
- 25-öresrevyn "Hjälp!" (1950)
- Opus 12 "Drömtolvan" (1951)
- Anderssons sagor (1952)
- Operation Knätofs (1953)
- Sista skriket -54 (1954)
- Mellan vänner (1954)(På Blancheteatern)
- Skottecrazyn C-55 (1955)
- Pang, pang (1956) (På Blancheteatern)
- Pippi, you know! (1956)
- Klart annorlunda (1957) (På Blancheteatern)
- Maria Gyckelpiga (1957)
- Råttfällan (1958) (På Blancheteatern)
- Här ä' vi igen! (1958)
- Orfeus Nilsson (1959) (På Blancheteatern)
- Oh / Evigt gröna crazy-revyn (1959)
- Milda Makter (1960) (På Blancheteatern)
- Skräck och skratt (1960)
- Crazy på burk (1961)
- Äktenskapskarusellen (1961 (På Blancheteatern)
- TV-revyn 16 "tummar" (1961)
- Hallå skojare (1962) (På ABC-teatern)
- TV-revyn En bagatell kring en skorem (1962)
- Operation liv och lust (1963) (På ABC-teatern)
- Himmelssängen (1964) (På ABC-teatern)
- Far i luften (1965) (På ABC-teatern)
- Heja Percy! (1966) (På ABC-teatern)

I folkparkerna:
- Sista skriket (1944, 1950)
- Älsklingar på vågen (1948)
- Kyss mej godnatt (1949)
- Alltid Pippi (1951)
- Drömkarusellen (1952)
- Anderssons sagor (1953)
- Operation Knätofs
- Casinos ABC-revy 1955
- Casinos ABC-revy 1956
- Casinos ABC-revy 1957
- Casinos ABC-revy 1958
- Casinos ABC-revy 1959
- Casinos ABC-revy 1960
- Gycklarbandet (1961)
- Casino-revyn (1980)

På Intiman:
- Kom till Casino (1973-75)
- Nya Casino-revyn (1975-77)
- Bluffmakarna (1977-79)
- Tant Gröns revy (1979-80)

## Filmografi
- Kom till Casino (1975)

## Diskografi
- Kom till Casino (LP, 1974) [1]
- Casinogänget (LP, 1978) [2]